# Bosvoorde Station (tramhalte)
Bosvoorde Station (Frans: Boitsfort Gare) is een tramhalte van de Brusselse vervoersmaatschappij MIVB, gelegen in de gemeente Watermaal-Bosvoorde.

## Geschiedenis
De halte Bosvoorde Station werd tot 19 maart 1968 bediend door tramlijn 4 dat tussen Beurs en Wiener reed via Stefania en Marie-José. Nadien werd deze halte bediend door tramlijn 32, dat tussen Wiener en Houba-de-Strooper reed, en dit tot en met 14 augustus 1985. Van 15 augustus 1985 tot 2018 werd de halte bediend door tramlijn 94.
Tussen de maand januari en mei 2013 werd de halte Bosvoorde Station verplaatst op de Terhulpensesteenweg in de richting van Lieveheersbeestjes door de werkzaamheden aan het station van Bosvoorde in het kader van het Gewestelijk ExpresNet. Aangezien de werkzaamheden aan de spoorwegtunnel in twee delen gebeurde werd tramlijn 94 omgeleid op een tijdelijk enkelspoor over het deel van de brug dat al reeds vernieuwd was geweest, om zo terug aan te sluiten op de gewone sporen in de Terhulpensesteenweg. Bij het einde van de werkzaamheden werd de halte Bosvoorde Station heringericht in haar huidige vorm. Sinds 29 september 2018 rijdt de voormalige tramlijn 94 na verlenging van het traject met het nummer 8.

## Situering
Beide tramsporen en aanhorende perrons zijn gelegen in de Terhulpensesteenweg, ter hoogte van de spoorwegtunnel dat onder het wegdek loopt. Richting Trammuseum is de halte gelegen voor het verkeerslicht aan het kruispunt met de Emile van Becelaerelaan. Het perron richting Louiza licht juist tegenover het ander perron.
Richting Louiza kan men op de hoek met de Emile van Becelaerelaan nog het oude wachthokje aantreffen dat sinds 20 april 2006 een beschermd monument (ID: 2328-0018/0) is van de gemeente Watermaal-Bosvoorde.

## Afbeeldingen

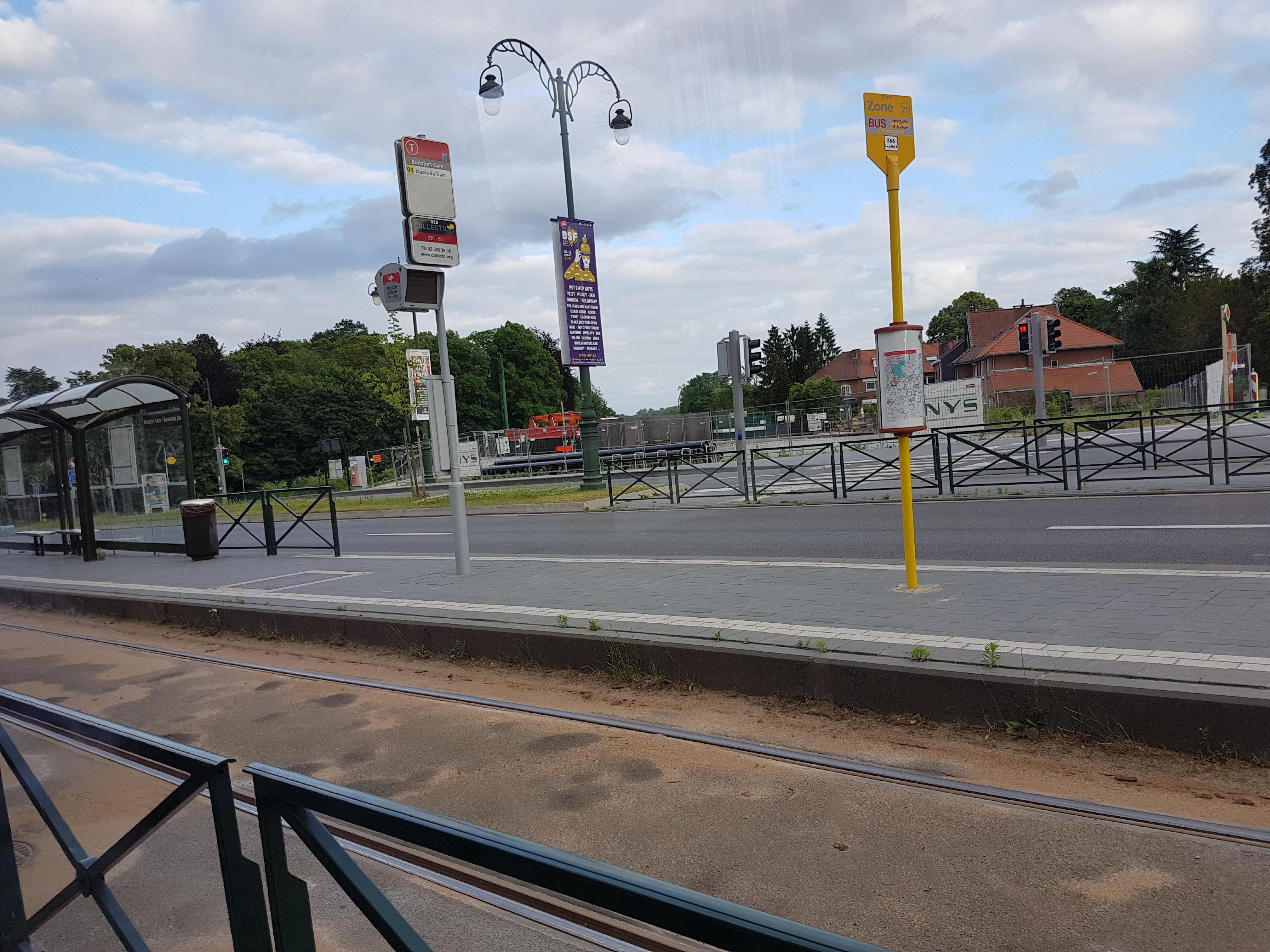
Overstaphalte TEC-MIVB richting Wiener (2017)

Louiza · 
Stefania · 
Defacqz · 
Baljuw · 
Vleurgat · 
Abdij · 
Legrand · 
Ter Kameren-Ster · 
Buyl · 
Johanna · 
ULB · 
Solbos · 
Marie-José · 
Brazilië · 
Boondaal Station · 
Renbaan van Bosvoorde · 
Lieveheersbeestjes · 
Bosvoorde Station · 
Delleur · 
Wiener · 
Valkerij · 
Tenreuken · 
Seny-park · 
Herrmann-Debroux · 
Oudergem-Shopping · 
Vorstrondpunt · 
Empain · 
Trammuseum · 
Bronnenpark · 
Voot · 
Woluwe Shopping · 
Roodebeek